# Уланов, Иван Алексеевич
Иван Алексеевич Уланов (4 ноября 1932, Манджикины — 21 июля 2025, Элиста) — советский и российский актёр театра и кино, мастер художественного слова, Заслуженный артист РСФСР (1970), Народный артист Калмыцкой АССР (1986), лауреат премии «Золотая маска» и других наград.

## Биография
Иван Уланов родился 4 ноября 1932 года в селе Манджикины Ики-Бурульского района Калмыцкой АССР. В 1943 году, в возрасте 11 лет, был депортирован вместе с семьёй в Сибирь в рамках спецоперации НКВД «Улусы». Детство и юность провёл в ссылке, где, несмотря на трудности, проявил упорство и стремление к знаниям.
В 1963 году с отличием окончил Ленинградский институт театра, музыки и кинематографии (ЛГИТМиК) и был принят в труппу Калмыцкого государственного драматического театра. За 62 года творческой деятельности сыграл более 200 ролей в спектаклях по пьесам отечественной, зарубежной и национальной драматургии.
С 2011 года являлся ведущим артистом Национального драматического театра им. Б. Басангова. Также работал в Калмыцком республиканском театре юного зрителя «Джангар».
Иван Алексеевич Уланов скончался 21 июля 2025 года в возрасте 92 лет.

## Творчество
Театральные роли
- Войницкий — «Дядя Ваня» А. П. Чехова
- Король Лир — «Король Лир» У. Шекспира
- Ленин — «Именем революции» М. Шатрова
- Господин Ансельм — «Скряга» Ж.-Б. Мольера
- Яшка — «Хорошо живем» В. Гуркина
- Булмг — «Эңкр манахс» В. Шуграевой
- Закрия — «Запоздалый богач» Б. Басангова
- -Сталин — «Араш» Б. Манджиева

Кинофильмы
- «Мы, русский народ» (1965) — эпизод
- «На пороге» (1986)
- «Миражи» (1998)
- «Выходили бабки замуж»
- «Москва. Центральный округ»

Также активно выступал с чтецкими программами на телевидении и радио, в студенческих и школьных аудиториях, на сценах клубов и концертных залов.

## Награды и звания
- Заслуженный артист РСФСР (1970)[2]
- Заслуженный артист Калмыцкой АССР (1982)[2]
- Народный артист Калмыцкой АССР (1986)[2]
- Лауреат специальной премии Национального конкурса-фестиваля «Золотая маска» — «За выдающийся вклад в развитие театрального искусства»[2]
- Лауреат национальной премии «Улан зала» (номинация «Достояние культуры»)[2]
- Почётный гражданин города Элиста[2]
- Почётный гражданин Республики Калмыкия[2]
- Медаль «За доблестный труд» (1970)

## Память
В 2025 году Национальной библиотекой им. А. М. Амур-Санана была издана книга «Белой дорогой счастья» о жизни и творчестве Ивана Уланова. Он успел ознакомиться с ней при жизни.